# Kastav
Kastav (italienisch Castua, deutsch veraltet Chästau) ist ein Städtchen in der Gespanschaft Primorje-Gorski kotar, Kroatien.
Die Zahl der Einwohner liegt per 31. Dezember 2021 bei 10.202. Kastav liegt 11 km westlich von Rijeka auf 378 m an der Straße Rijeka–Triest.

## Geschichte
Die archäologischen Befunde zeugen über die Anwesenheit des illyrischen Stammes der Japoden aus dem 11. Jahrhundert vor Christus. Danach herrschten die Römer, Ostgoten, Griechen und Langobarden. Im 7. Jahrhundert siedelten sich die Kroaten hier an.
Seit dem 12. Jahrhundert war Kastav unter der Herrschaft der Grafen Devinski (aus Duino).
Seit 1400 war Kastav unter der Herrschaft der Herren von Walsee, aus dieser Zeit stammt das auf Kroatisch verfasste Rechtsdokument Zakon Grada Castua od Letta 1400.
1465 kam Kastav unter Habsburger Herrschaft.
1630 kam Kastav unter Jesuiten-Herrschaft, die 1773 endete.
1700 wurde die erste Schule gegründet (erste kroatische Schule in Istrien).
1773 kam Kastav unter Habsburger Herrschaft.
1863 gab es eine Cholera-Epidemie in der Stadt.
1866 während der Illyrischen Bewegung wurde die Čitalnica (das Lesehaus) gegründet (die erste in Istrien).
Nach dem Ersten Weltkrieg gehörte Kastav zum Königreich SHS.
1997 bekam Kastav den Status einer Gemeinde.

## Sehenswürdigkeiten
- Sechs der ursprünglich neun Stadttürme, die vom 10. bis 16. Jahrhundert erbaut wurden, sind zumindest noch teilweise erhalten und begehbar.
- Die Stadtloggia (Gradska loža) wurde 1571 für öffentliche Veranstaltungen und Gerichtsverhandlung errichtet, damals als einziges Gebäude außerhalb der Stadtmauern. Es handelt sich um die größte Loggia im Kvarnergebiet.
- Das Stadttor Voltica wurde 1731 errichtet. Über dem monumentalen Portal befindet sich das Jesuitenwappen aus dem Jahr 1769.
- Der erste kroatische Lesesaal (Čitalnica) Istriens wurde 1866 hier eingerichtet. Er war Mittelpunkt der Volksbewegung und des Kampfes für die kroatische Sprache.
- Kirche Sveta Jelena (heilige Helena): Zuerst einschiffig wurde sie im 17. Jahrhundert im Barockstil gestaltet und durch zwei Seitenschiffe erweitert. Im Kirchenschiff befinden sich die letzten Ruhestätten angesehener Personen und Kapitäne aus Kastav. Der freistehende Glockenturm (zvonik) wurde 1724 errichtet.
- Die Hofkirche Heilige Dreifaltigkeit wurde um 1400 erbaut. In dieser Kirche wurden die ältesten glagolitischen Graffiti im Kastavgebiet, die aus dem Jahr 1438 stammen, entdeckt. Die Hofkirche wird im Sommer als Galerie verwendet.
- Kirchenruine Crekvina: Die Jesuiten begannen im 17. Jahrhundert einen Kirchenneubau, der nie vollendet wurde. Die Kirchenruine dient heutzutage als Kulisse für Open-Air-Veranstaltungen. Um die Kirchenruine von Kastav rankt sich die Legende um die Einwohner, die beim Kirchenbau ohne Lohn helfen mussten. Die Bitte einer Witwe an die Jesuiten, davon befreit zu werden, um sich um die Ernährung ihrer Kinder bemühen zu können, wurde von diesen mit Stockschlägen beantwortet. Sie verfluchte den Bau, auf dass Gott ihn einstürzen lassen möge – und dreimal stürzte die Kirche bei ihrer Errichtung ein.[2] Volkstümlich Crekvina genannt, steht sie heute noch als Ruine der Kirche Mariä Himmelfahrt.[3]

## Folklore

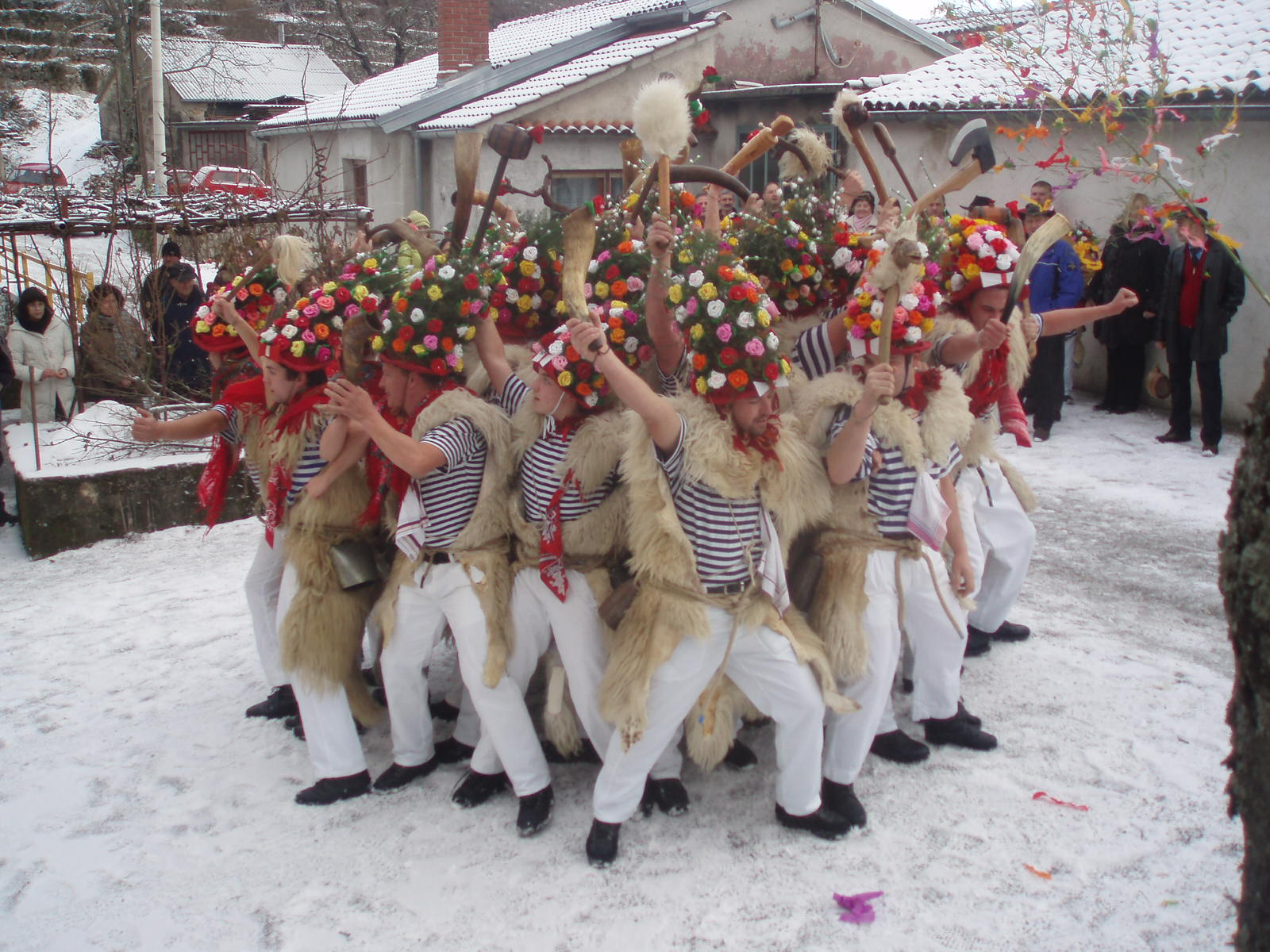
Zvončari

Während des Karnevals ziehen Zvončari (Glockenträger) in den Dörfern umher. Gemeinsam sind ihnen Schafsfellüberwürfe, Masken oder blumengeschmückte Kopfbedeckungen und eine große Glocke, die sie, an einer Schnur um die Hüfte befestigt, hinten tragen. Die bis über dreißig Mann starken Gruppen läuten, im Kreis auf dem Dorfplatz stehend und von einem Kommandanten angeführt, lautstark, tanzend und springend ihre Glocken, bis ihnen Erfrischungen angeboten werden. Diese Tradition stammt von Schafhirten, die früher auf diese Weise die Fruchtbarkeitsgötter herbeirufen und ihre Herden vor bösen Geistern schützen wollten. Sie sollen auch einst, der Legende nach, mit ihrem Lärm eine osmanische Eroberungsarmee vertrieben haben, indem sie Maispflanzen als „Verstärkung“ dekorierten und so den Eindruck einer Übermacht erweckten. Zvončari wurde im Jahr 2009 in die UNESCO-Liste des immateriellen Kulturerbes der Menschheit aufgenommen.

## Persönlichkeiten
- Vjekoslav Spinčić (1848–1933), Politiker
- Vladimir Nazor (1876–1949) war 1908–1918 Direktor der Lehrerausbildungsstätte Učiteljska škola.
- Milan Marjanović (1879–1955), Schriftsteller, Filmemacher und Politiker
- Bogomil Karlavaris (* 1924), 1982–2010, Maler, Hochschullehrer, Pädagoge

## Galerie

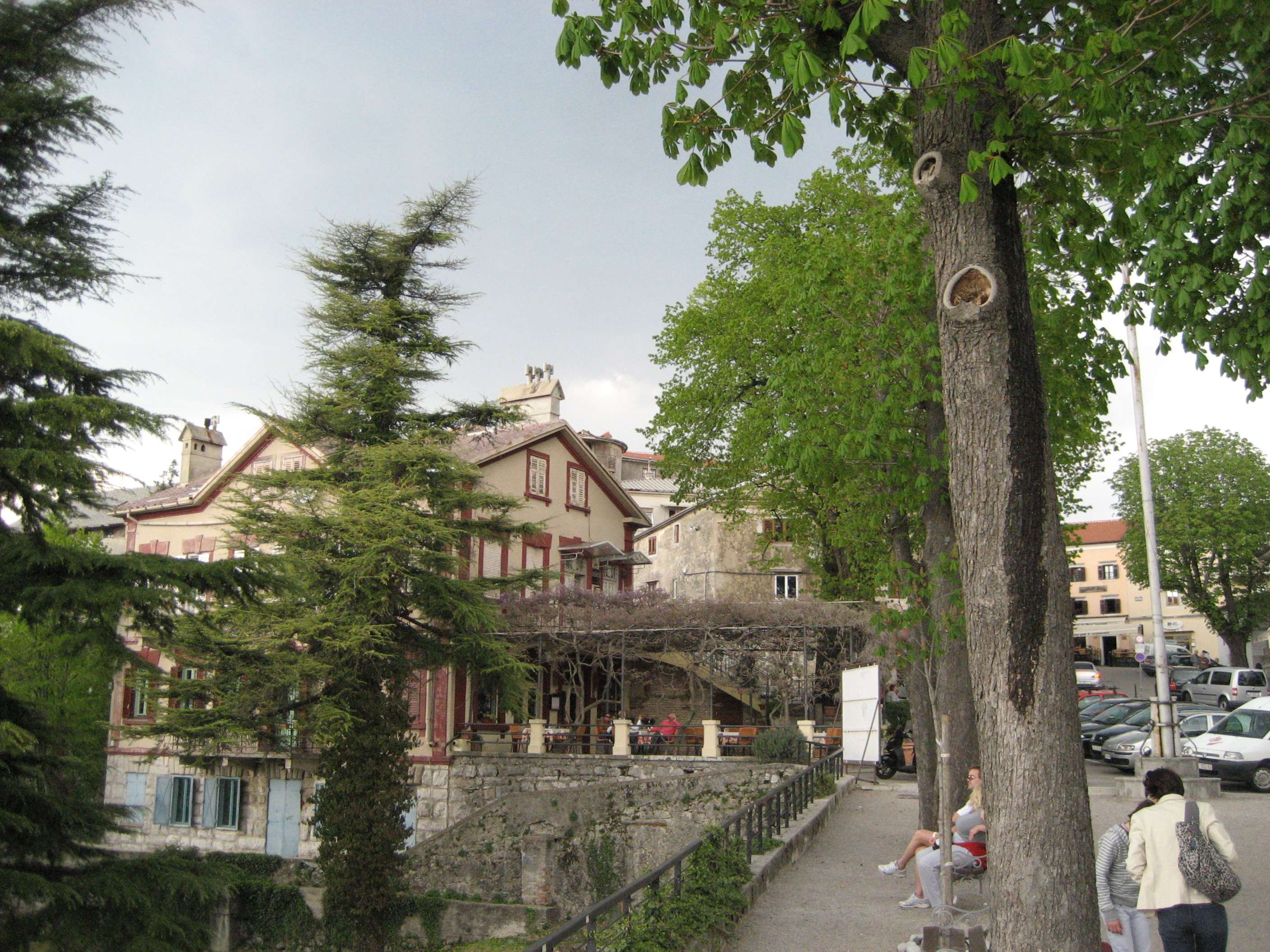
Ortszentrum
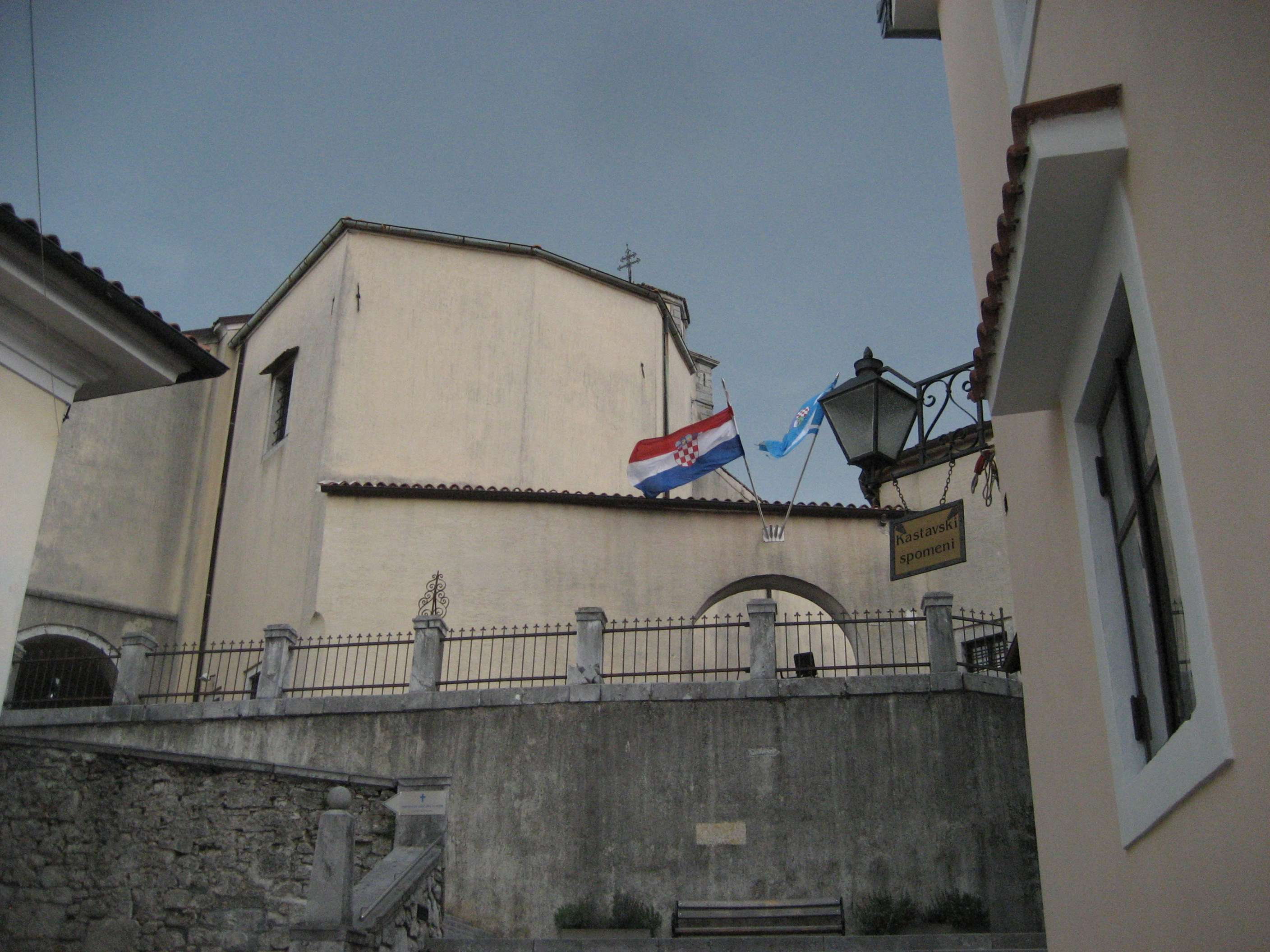
Burg Kastav
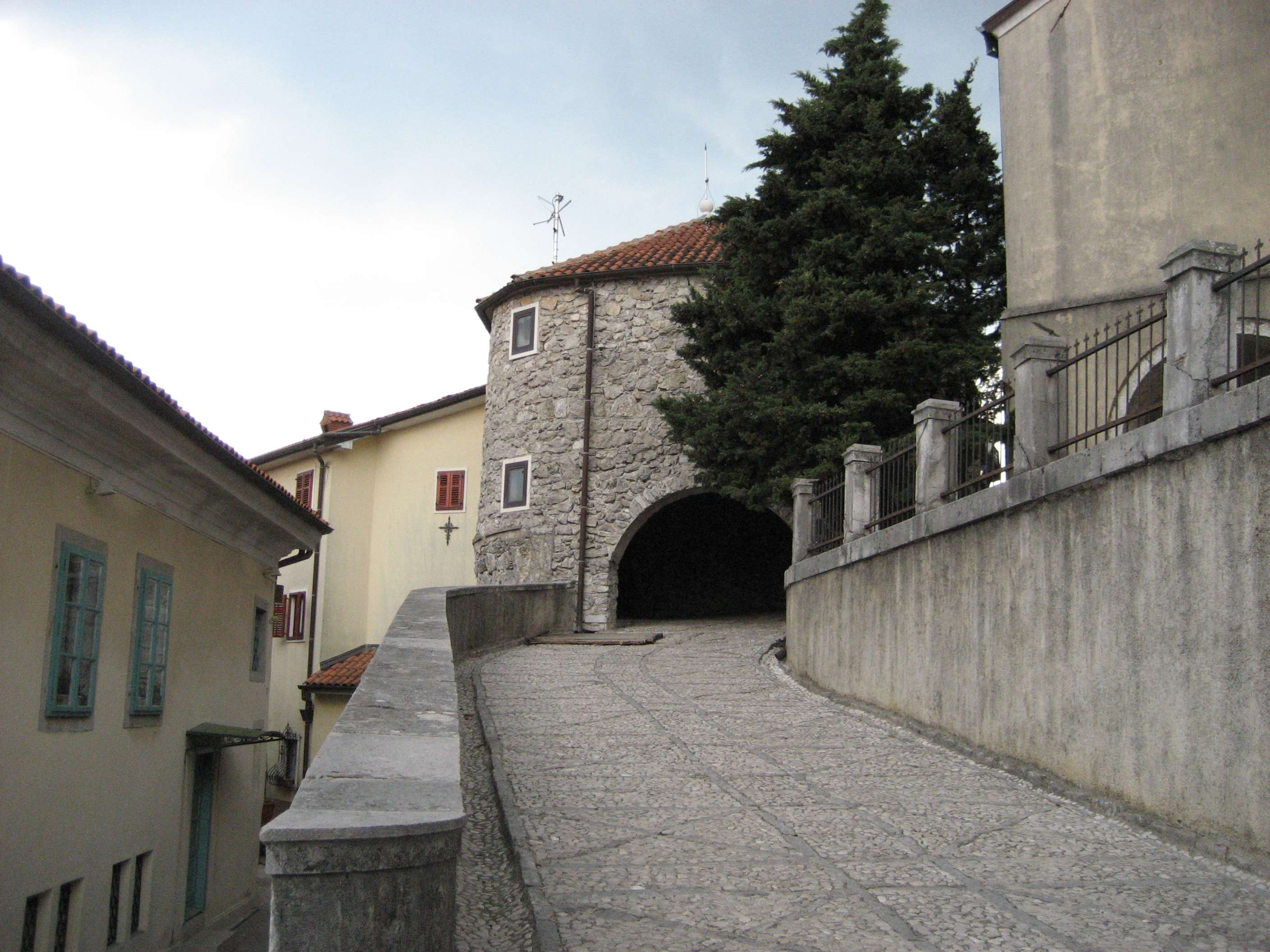
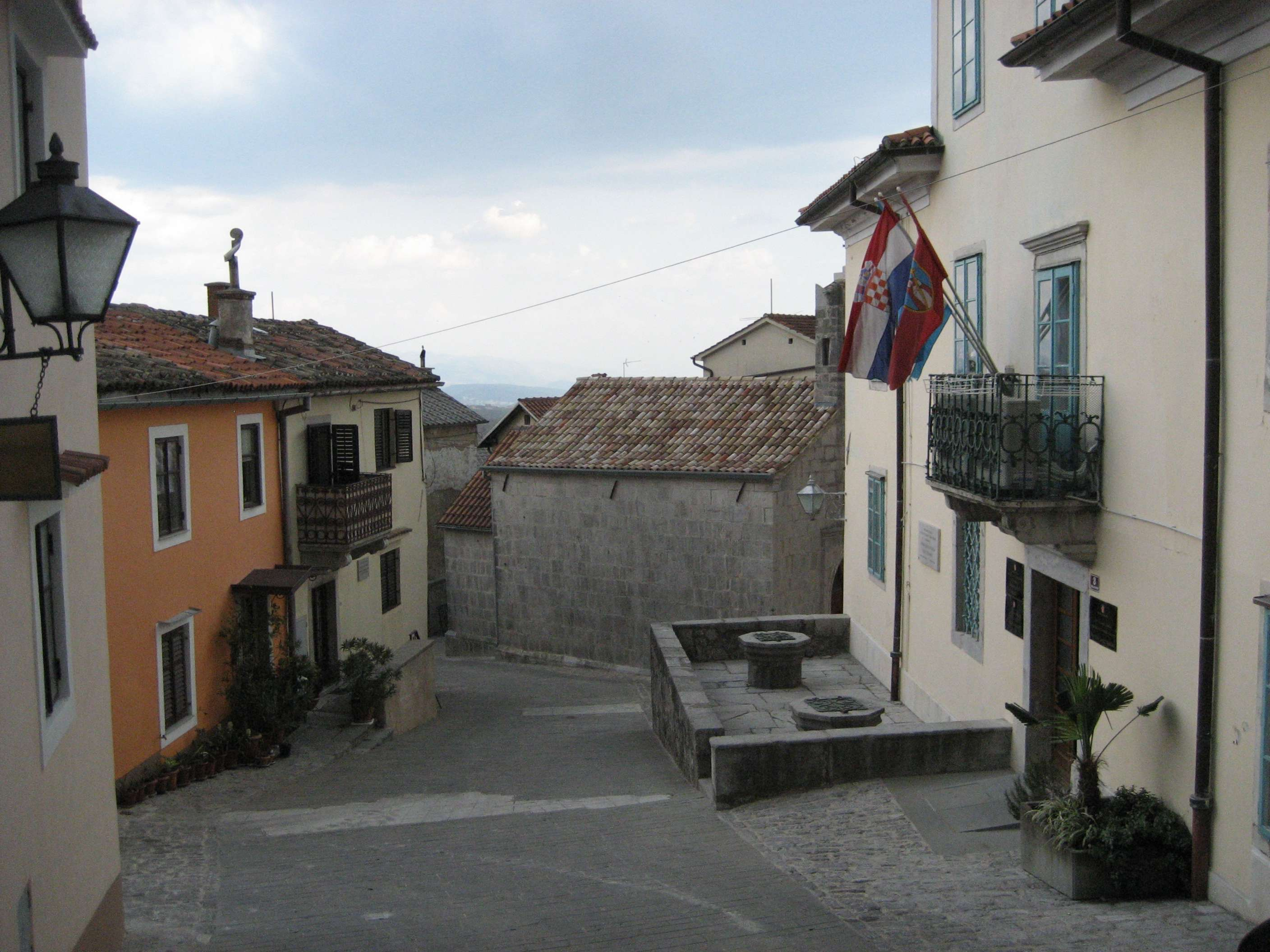
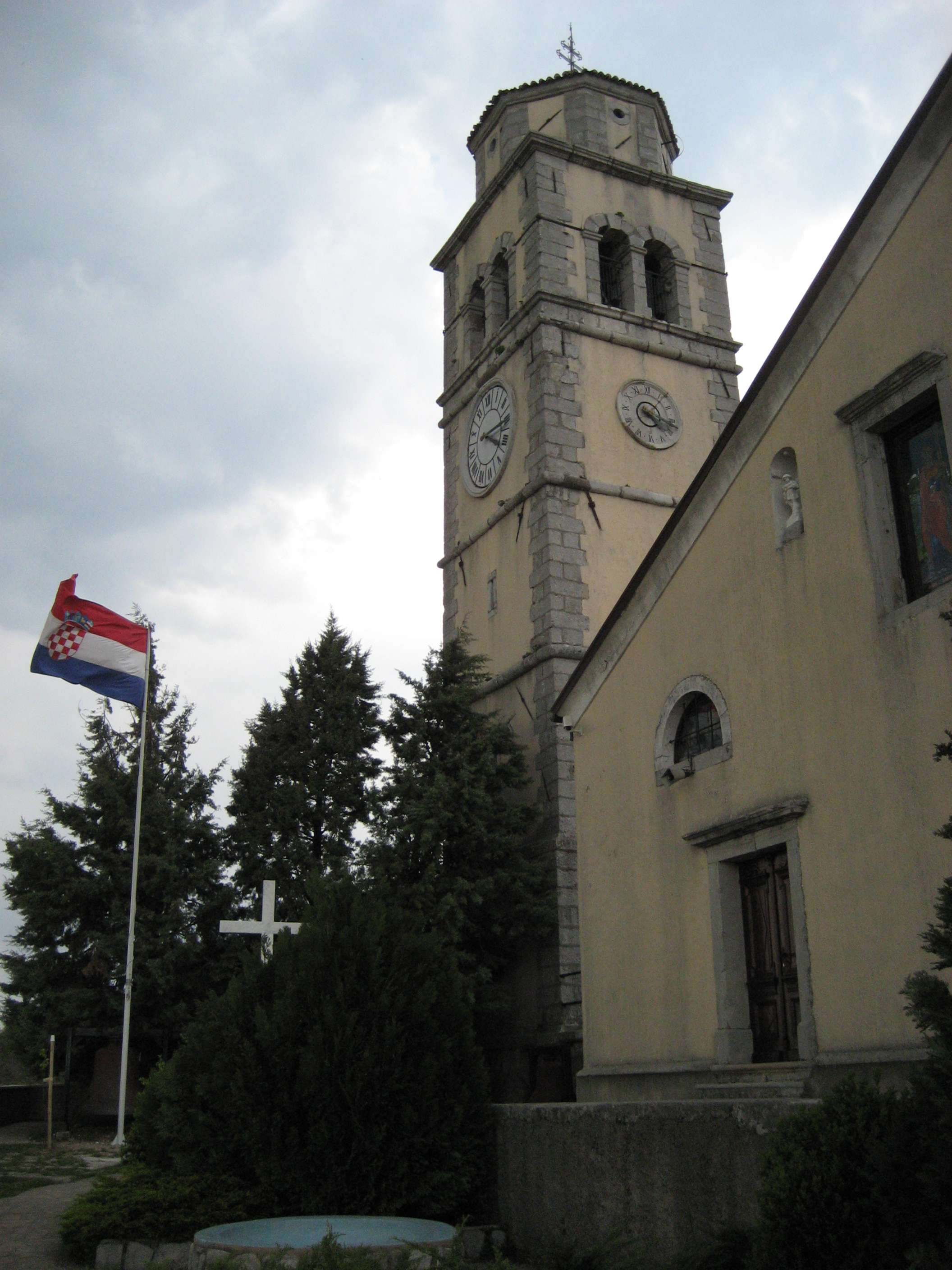
Kirche Sveta Jelena
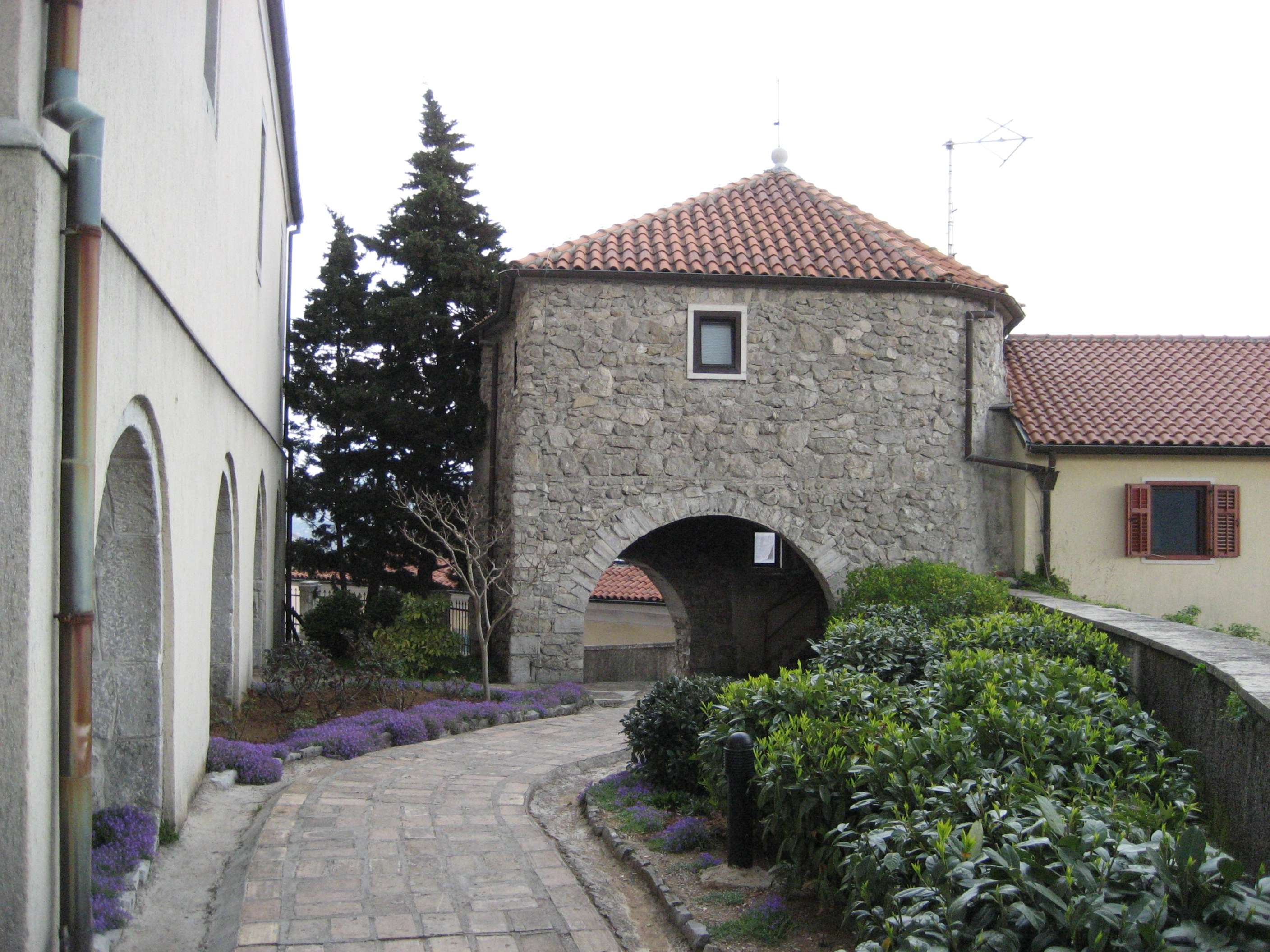
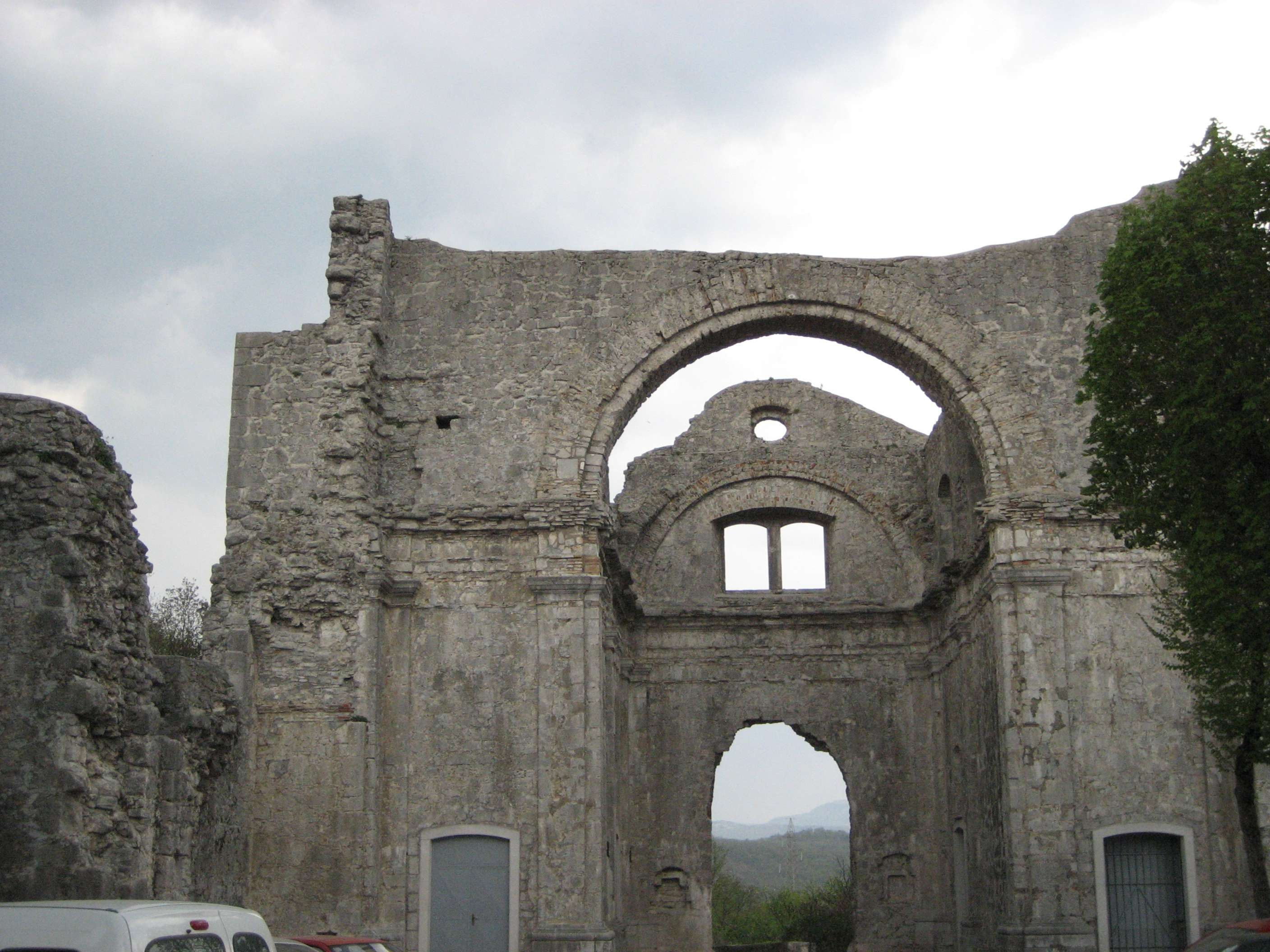
Kirchenruine Kastav
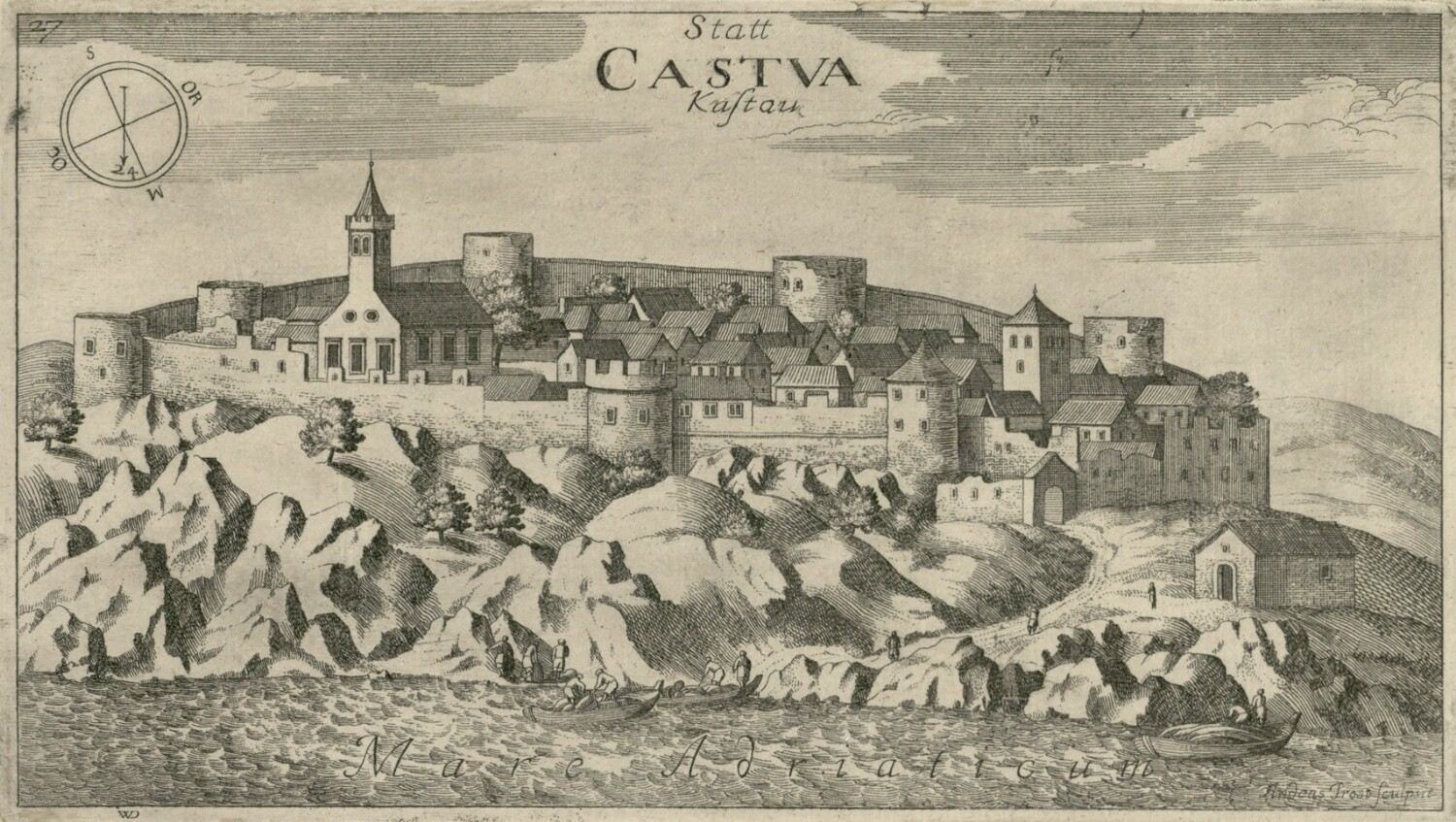
Kastav 1679